# Karnaphuli
Il Karnaphuli è il principale corso d'acqua della regione di Chittagong (Bangladesh). Nasce sulle colline Mizo del Mizoram (India nord-orientale), scorre per circa 270 km verso sud e sud-ovest attraverso il braccio sud-orientale del Bangladesh e sfocia nel golfo del Bengala, 19 km a valle della città di Chittagong. Nella regione delle colline di Chittagong è noto come Kynsa Khyoung. Il fiume è navigabile dai traghetti fino a Rangamati e viene intensamente utilizzato per il trasporto del cotone e dei prodotti della foresta. La centrale idroelettrica del Karnaphuli fornisce energia per le industrie che lavorano tè, iuta, tabacco e cotone; il lago artificiale adiacente irriga una vasta area agricola.